# Scopula andresi
Scopula andresi är en fjärilsart som beskrevs av Max Wilhelm Karl Draudt 1912. Scopula andresi ingår i släktet Scopula och familjen mätare. Inga underarter finns listade.